# Heinrich Eickmann
Heinrich Eickmann (* 13. Juni 1870 in Nienhüsen bei Lübeck; † 29. Januar 1911 in Charlottenburg) war ein deutscher Maler und Radierer.

## Leben
Heinrich Eickmann stammte aus einfachen Verhältnissen und wurde als Sohn eines Heizers, in anderen Unterlagen Arbeitsmanns  auf der Pertinenz Nienhüsen des Gutes Niendorf zwischen Moisling und Moorgarten geboren sowie in der Dorfkirche St. Georg im benachbarten Stadtteil Genin getauft. Er wuchs mit seinen Eltern in einem Ganghaus des Hellgrünen Gangs im Engelswisch der Lübecker Altstadt auf. Eickmann studierte erst an der Berliner Akademie und wechselte dann 1894 an die Akademie der Bildenden Künste München, wo er bis 1897 blieb. 1894 schrieb er sich zunächst in die Naturklasse bei Karl Raupp ein. 1897/1898 war er Schüler von Ludwig von Löfftz. Eickmann war seit 1897 auf den großen Ausstellungen im Deutschen Kaiserreich wie der Großen Berliner Kunstausstellung, in München im Glaspalast wie der Münchener Secession und in Düsseldorf mit seinen Radierungen vertreten. Seine Sujets entstammten einerseits dem bäuerlichen Leben seiner norddeutschen Heimat – so z. B. aus Israelsdorf oder Gothmund – aber er fertigte auch religiöse Arbeiten und radierte auch Porträts. Eickmann zeigte seltener seine Arbeiten in Öl. 1903 leitete er ein Schüleratelier in Berlin. Sein graphisches Werk wurde in einer Gedächtnisausstellung im Rahmen der Großen Berliner Kunstausstellung 1911 geehrt.

## Werke
- Akte. Kunststudien über den nackten menschlichen Körper. 120 Lichtdrucktafeln, Bruno Hessling, Berlin 1900.